# Unione dei Partiti di Destra
L'Unione dei Partiti di Destra (in ebraico: איחוד מפלגות הימין, Ihud Miflagot HaYamin) è un'alleanza politica israeliana fondata il 21 febbraio 2019, in vista delle elezioni legislative per la 21ª Knesset, dopo che il primo ministro israeliano Benjamin Netanyahu ha esortato La Casa Ebraica ad accettare un'alleanza con Otzma Yehudit e a includerla nella sua lista per evitare di perdere voti per il blocco di destra. Il simbolo elettorale del partito è טב.

## Storia
Il 25 giugno 2019, Otzma Yehudit ha annunciato l'intenzione di lasciare la coalizione dopo che il partito La Casa Ebraica si è rifiutata di sedersi accanto a Itamar Ben-Gvir nella Knesset, secondo la cosiddetta legge norvegese.
Per le elezioni del settembre 2019, l'Unione si è presentata in una lista comune, chiamata Yamina con la Nuova Destra, in modo che ogni membro dell'alleanza varcasse la soglia del 3,25% per entrare nella Knesset, a seguito del fallimento della Nuova Destra durante le elezioni di aprile. I partiti si sono poi separati, anche se Yamina si è riformata per le elezioni legislative israeliane del 2020.